# 胡瓚 (弘治進士)
胡瓚（1471年—1529年），字伯珩，别號紫山，直隸廣平府永年縣人，民籍，明朝政治人物。

## 生平
弘治五年（1492年）壬子科順天府鄉試第五十名舉人。弘治六年（1493年）聯捷癸丑科會試第一百三十三名，三甲第五十七名進士。初授行人司行人，十四年（1501年）四月选授山东道試御史，十八年巡按陕西，丁父忧归。服阕，復除原职，正德三年（1508年）巡按辽东，四年巡按陕西，五年九月升南京大理寺右寺丞，九年十一月升本寺右少卿，十年十月升左少卿，十一年十月升都察院右佥都御史、巡抚大同，养病。十六年五月病痊，起任南京都察院左佥都御史、提督操江，十一月升本院右副都御史，嘉靖二年（1523年）升南京刑部右侍郎，八月改北刑部右侍郎，三年正月升户部左侍郎，十一月兼左佥都御史、总制宣大军务，十二月平定大同兵变后回朝，七年（1528年）三月官至南京工部尚书，八年三月被弹劾致仕，同年六月卒。

## 家族
曾祖胡忠；祖父胡貴；父胡文舉，母武氏。重庆下。